# Juvavikum
Das Juvavikum (international Juvavicum) ist eine tektonische Einheit der Nördlichen Kalkalpen.

## Etymologie
Das Juvavikum, auch als Juvavische Decke bzw. Juvavisches Deckensystem bezeichnet, ist nach Iuvavum, dem heutigen Salzburg, benannt.

## Definition
In den zum Oberostalpin gehörenden Nördlichen Kalkalpen können eine Anzahl tektonischer Deckenbereiche unterschieden werden, denen teilweise auch bestimmte Schichtenfolgen zu eigen sind. Es werden drei Hauptdecken abgetrennt – das Bajuvarikum im Norden, gefolgt vom Tirolikum und dem Juvavikum weiter südlich.
Insgesamt lassen die drei Deckensysteme eine zunehmende Vertiefung ihrer Sedimentfazies erkennen – vom flacheren Bajuvarikum über Tirolikum hin zu tieferem Juvavikum.

## Erstbeschreibung und Geschichtliches
Der Begriff Juvavikum wurde erstmals im Jahr 1912 und erneut 1913 von F. Felix Hahn (1885–1914) in die geowissenschaftliche Literatur eingeführt. Die Fundamente zu einer Untergliederung der Nördlichen Kalkalpen in drei großtektonische Einheiten waren aber bereits 1906 von Émile Haug gelegt worden. Die letzte größere Überarbeitung stammt von Alexander Tollmann aus dem Jahr 1985. Vergleiche auch Linzer und Kollegen (1995).
Das Juvavische Deckensystem kann in zwei Hauptfazies unterteilt werden. Ihre Decken und Großschollen aus permotriassischen bis unterjurassischen Gesteinen stammen entweder aus dem tieferen Schelfbereich und gehören somit zur Hallstätter Fazies im weitesten Sinne, oder vom Schelfrand mit seinen angrenzenden Karbonatplattformen in Dachsteinkalkfazies.
Lebling und Kollegen unterschieden 1935 eine Tiefjuvavische Einheit von einer Hochjuvavischen Einheit, wobei die Tiefjuvavische Einheit die Hallstätter Decken (Hallstätter Zone) und die Hochjuvavische Einheit die Reiteralm-Decke (auch Berchtesgaden-Decke) und die Dachstein-Decke enthielt. Das Tiefjuvavikum wird als ein Schollenbereich gesehen, welcher zwischen den tirolischen Decken und dem Hochjuvavikum liegt. 
Aufgrund der Verhältnisse im Halleiner Salzberg wurde 1962 die Tiefjuvavische Decke von Medwenitsch weiter unterteilt, und zwar in eine Untere Hallstätter Decke (Zlambach-Decke – bestehend aus grauen Hallstätter Faziesgesteinen, der Zlambach-Fazies) und in eine Obere Hallstätter Decke (Sandling-Decke – bestehend aus buntgefärbten Hallstätter Faziesgesteinen, der Salzberg-Fazies). Ganz ähnlich Tollmann (1976), der ein Unteres Tiefjuvavikum (wie beispielsweise die Lammermasse im Lammertal) und ein Oberes Tiefjuvavikum (Deckschollen wie z. B die Pailwand) definierte.

## Vorkommen

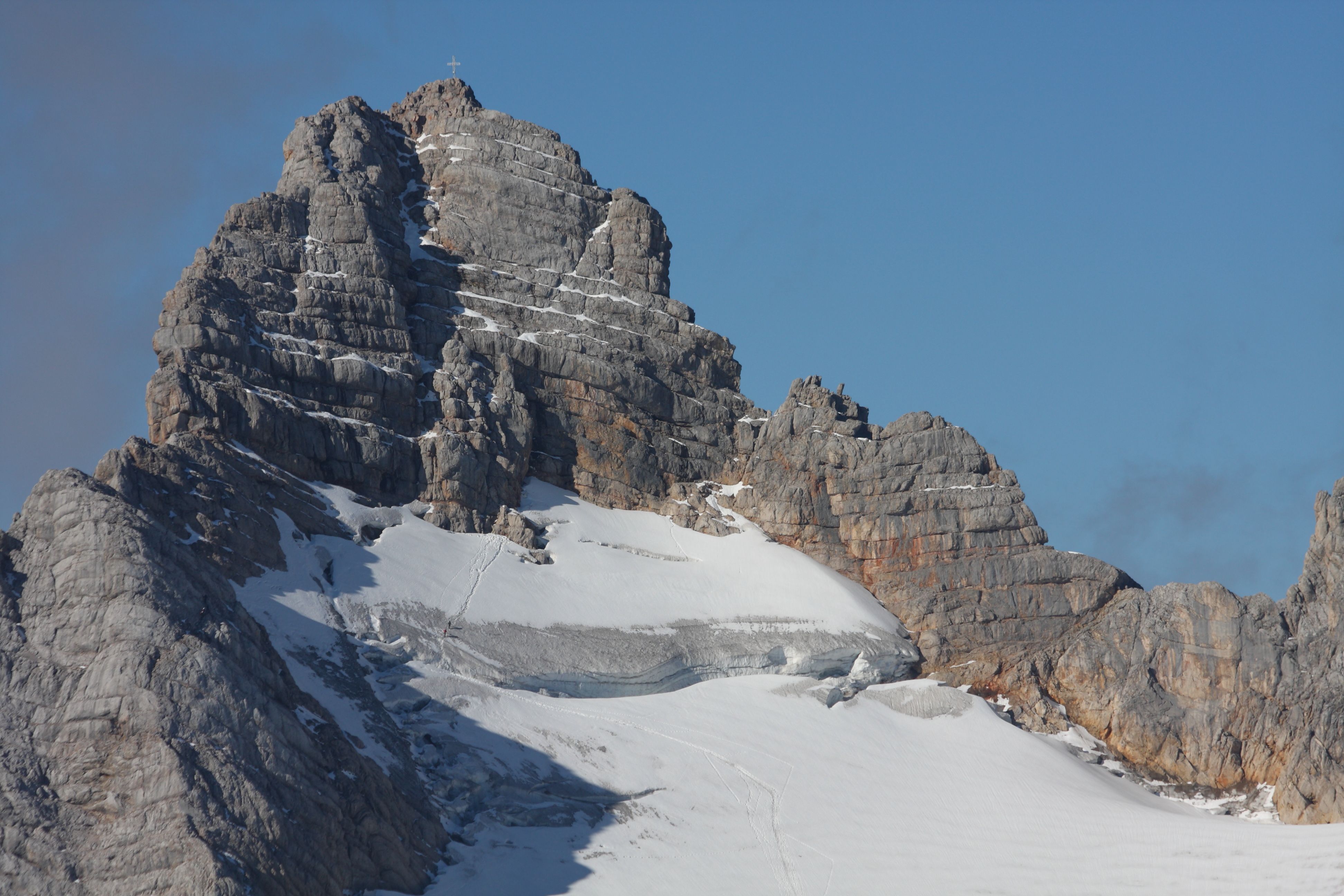
Gebankter Dachsteinkalk der juvavischen Dachsteindecke am Hohen Dachstein (2995 m)

Das westlichste Vorkommen des Juvavikums findet sich in der Berchtesgadener Schubmasse bei Berchtesgaden. Es schwimmt hier als mächtiger allochthoner Komplex auf der Staufen-Höllengebirgs-Decke des Tirolikums. Die Berchtesgadener Schubmasse liegt in einer weiten Mulde des Tirolikums (zwischen Süd-fallendem Hochstaufen und Nord-fallendem Watzmann) und besteht aus einem Kranz kleinerer Gesteinskomplexe in Hallstätter Fazies, die im Verband überschoben wurden. Ihnen lagert die Reiteralm-Decke in Dachsteinkalk-Fazies auf (mit Dachsteinkalk und Ramsaudolomit). Im Norden der Schubmasse transgredieren bei Bad Reichenhall (Becken von Reichenhall) Gosau-Gruppe und alttertiäre Sedimente auf die überschobenen Serien und ihren tektonischen Untergrund. Die Platznahme der Schubmasse erfolgte somit eindeutig vorgosauisch.
Weiter gen Osten erscheint dann südlich des Wolfgangsees die hochjuvavische Dachstein-Decke, die ein Äquivalent der Berchtesgadener Schubmasse sowohl faziell als auch in tektonischer Stellung darstellt. Auch sie wird von bedeutenden Deckenzonen in Hallstätter Fazies unterlagert. Am Nordostrand der Dachstein-Decke werden diese sogar in eine Untere Hallstätter Decke und in eine Obere Hallstätter Decke zweigeteilt.
Nach einer Unterbrechung durch die Admonter Schuppenzone kommt das Juvavikum erneut östlich des Warschenecks in Gestalt der Mürzalpen-Decke zum Vorschein. Die große Mürzalpen-Decke zieht bis an den Ostrand der Nördlichen Kalkalpen bei Starhemberg durch, wird aber nördlich des Schneebergs von der höherliegenden Schneeberg-Decke überlagert. Sie wird außerdem am Alpenostrand noch großteils vom Gosau-Becken der Neuen Welt verdeckt.
Das Juvavikum fehlt im Westabschnitt der Nördlichen Kalkalpen und erscheint nur im Zentral- und Ostabschnitt. Seine maximale Ost-West-Erstreckung (inklusive der Unterbrechungen) beträgt in etwa 250 Kilometer. Es misst an seiner breitesten Stelle am Meridian des Dachsteins gut 25 Kilometer. Sein definitives Ende findet es mit Erreichen des neogenen Wiener Beckens. Durchaus vergleichbare tektonostratigraphische Einheiten treten erneut im Osten der Westkarpaten auf, beispielsweise in den Stratená-, Muráň-, Silica-, Aggtelek- und Rudabánya-Bergen.

## Gebirgsgruppen und Berggipfel

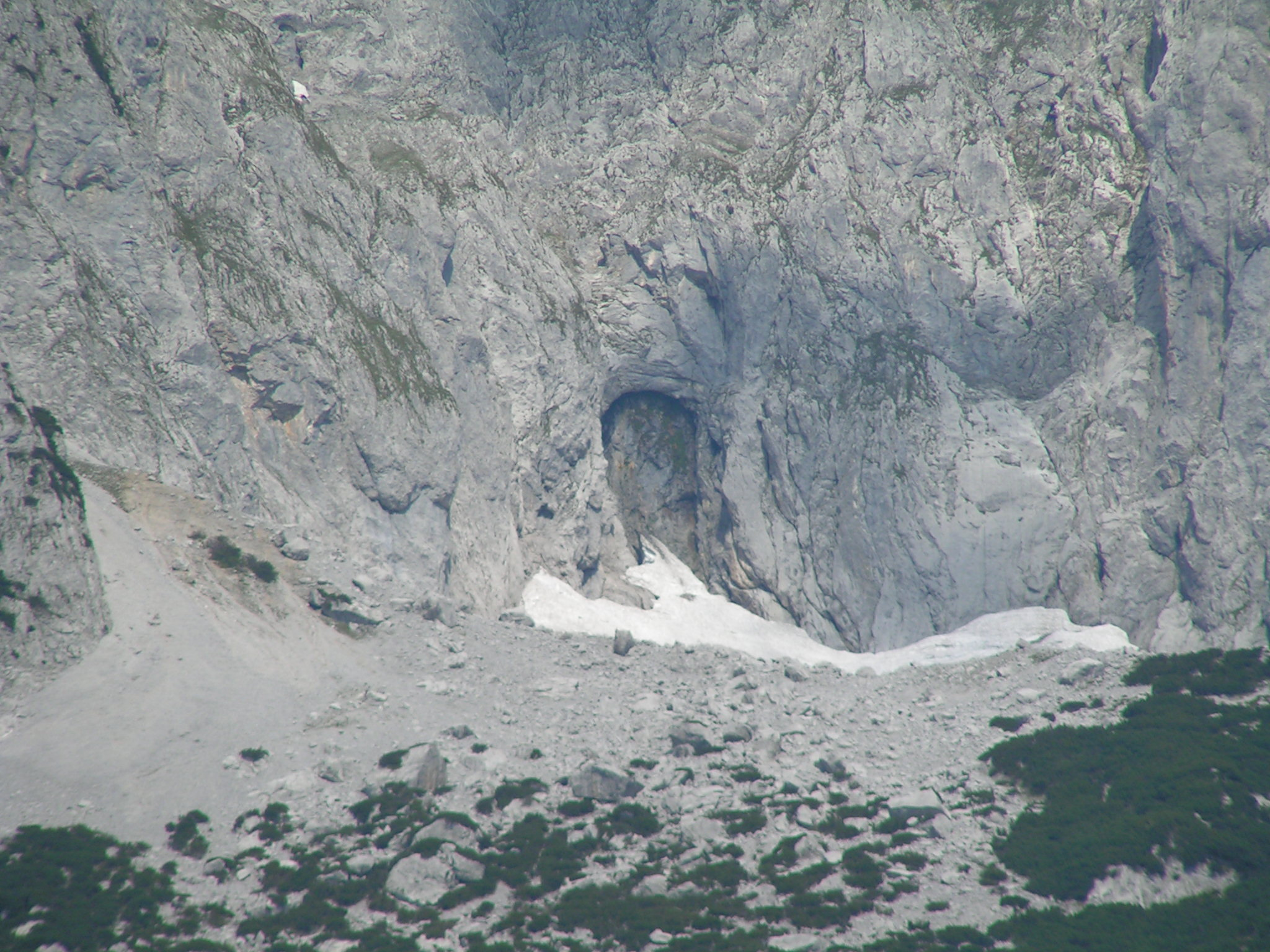
Das Grimmingtor in massivem Dachsteinkalk des 2351 Meter hohen Grimmings

Zum Juvavikum gehören folgende Gebirgsgruppen (von West nach Ost): Reiter Alpe, Dachsteinmassiv, Haller Mauern, Gesäuse, Hochschwabgruppe, Mürzsteger Alpen, Rax-Schneeberg-Gruppe und Südteil der Gutensteiner Alpen.
Unter den zahlreichen Gipfeln sind erwähnenswert: Brandstein (2003 m), Feuerkogel (1469 m), Grimming (2351 m), Großer Buchstein (2224 m), Großer Ödstein (2335 m), Großer Pyhrgas (2244 m), Jakobskogel (1737 m), Heukuppe (2007 m), Hexenturm (2172 m), Hirlatz (1985 m), Hochanger (1682 m), Hochblaser (1771 m), Hochschwab (2277 m), Hochturm (2081 m), Hohe Student (1539 m), Hohe Veitsch (1981 m), Hohe Wand (1132 m), Hoher Sarstein (1975 m), Kaiserschild (2085 m), Rettenstein (2247 m), Rosskogel (1524 m), Schneeberg (2076 m), Schottmalhorn (2045 m), Siriuskogel (599 m), Stadelhorn (2286 m), Stoderzinken (2048 m), Tamischbachturm (2035 m), Tonion (1699 m) und Untersberg (1972 m). Höchster Gipfel mit 2995 Meter ist der Hohe Dachstein.

## Geologische Entwicklung

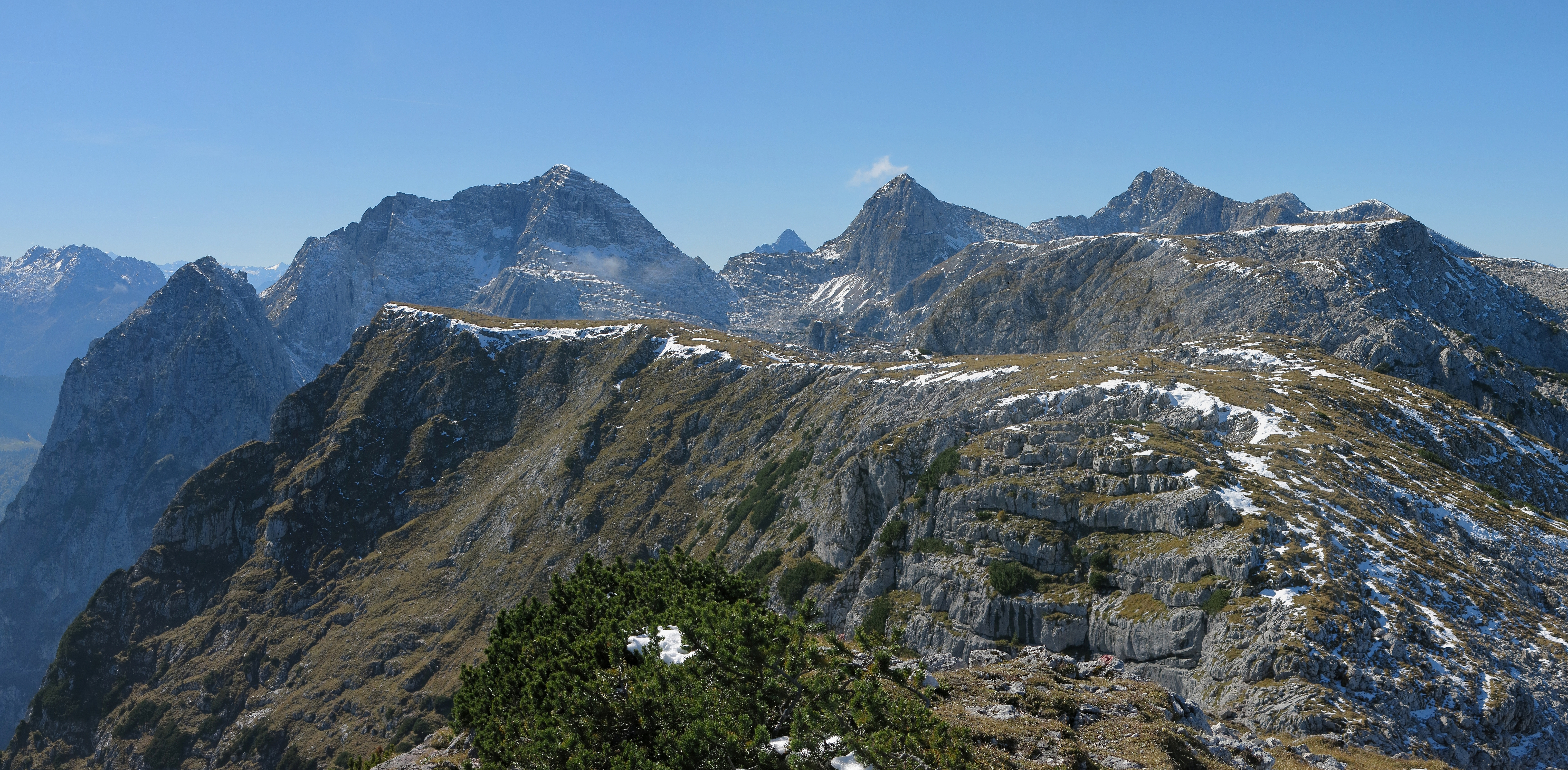
Die Reiter Alpe vom Schottmalhorn (2045 m). Das Massiv ist aus Dachsteinkalk und Ramsaudolomit der Reiteralm-Decke aufgebaut.

Die Entwicklung der Nördlichen Kalkalpen ging in drei größeren Abschnitten vor sich. Erste Deckenbewegungen in nordwestliche Richtung waren bereits während der Kimmerischen Phase im Oberjura (Oxfordium) erfolgt. Hierbei wurden ozeanisches Meliatikum und anschließend Juvavikum in Hallstätter als auch in Dachsteinkalk-Fazies dem Südostrand des Tirolikums aufgeschoben. Im Zeitraum späte Unterkreide bis Oberes Eozän bildete sich sodann ein Nordwest-vergenter Deckenstapel aufgrund von transpressiven, rechtshändigen Scherbewegungen im orogenen Kollisionskeil des Ostalpins. Ab dem Cenomanium hatte das Tirolikum im Verlauf der Eoalpinen Orogenese begonnen, den Südabschnitt des Bajuvarikums zu überfahren. Auf seinem Rücken wurden zwischen Turonium und Lutetium die syntektonischen Sedimente der Gosau-Gruppe abgelagert. Mit der Überschiebung des Bajuvarikums auf die Cenoman-Randschuppe und den Rhenodanubischen Flysch kam es schließlich zur Kontinentalkollision im Bartonium und Priabonium. Im Miozän streckte sich das Orogen und es wurden Krustenkeile in den zentralen Ostalpen nach Osten ausgepresst, wodurch die Scherbewegungen schließlich in ihr linkshändiges Gegenteil umschlugen.
Innerhalb des kalkalpinen Deckenstapels lassen sich drei Überschiebungsbahnen erster Ordnung unterscheiden, welche sich fazieller Übergänge im Sedimentpaket und daraus entstehenden Kompetenzunterschieden bedienen. Die Innenarchitektur des Deckenstapels wurde hauptsächlich von bereits vorhandenen Störungen bestimmt.

## Sedimentologie

### Sedimentärer Inhalt
Das Juvavikum zeichnet sich vereinfacht durch folgende Schichtenfolge aus (vom Hangenden zum Liegenden):
- Rotkalk-Gruppe – Hettangium bis Callovium
- Dachsteinkalk/Ramsaudolomit – Norium – bis 1200 Meter
- Raibler Schichten – Karnium – bis 70 Meter
- Reichenhall-Formation – Anisium
- Werfener Schichten – Skythium – 300 Meter
- Haselgebirge – Perm

### Dachstein-Fazies

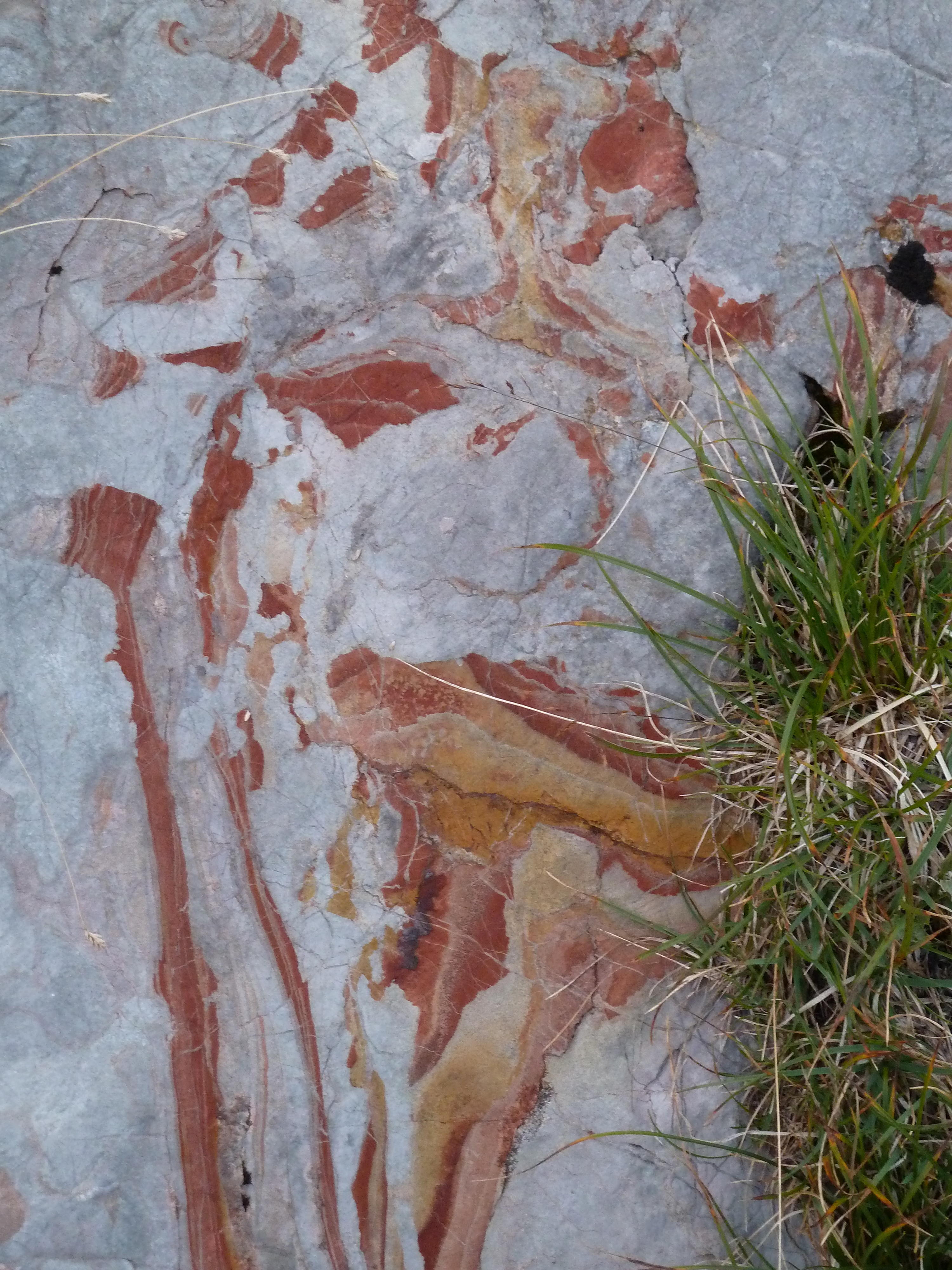
So genannte Rote Scherben im gebankten Dachsteinkalk

In der hochjuvavischen Dachstein-Decke treten anstelle der Reichenhall-Formation Dolomite der Gutenstein-Formation (200 Meter) sowie Kalke und Dolomite der Steinalm-Formation. Darüber legen sich ab dem Illyrium rund 50 Meter der bunten Kalke aus der Hallstatt-Gruppe. Es folgen sodann die Kalke der Reifling-Formation  (30 Meter) oder der Raming-Formation (bis 300 Meter) im Zentrum. Über graue, geschichtete allodapische Kalke der Raming-Formation folgen bis zu 800 Meter an Wettersteinkalk in Riff-Fazies, der in Richtung Hangendes dolomitisiert ist. Nach Raibler Schichten, Kalken und Dolomiten der Waxeneck-Formation tritt schließlich bis zu 1200 Meter mächtiger Dachsteinkalk in lagunärer Fazies zum Vorschein. Der lagunäre Dachsteinkalk geht nach außen in seine Riff-Fazies (1000 Meter) über. Am Rand erscheinen dann Kalke der Pedata-Formation (in etwa 300 Meter) und der Pötschen-Formation (rund 150 Meter), die dann im Rhätium von der zirka 50 Meter mächtigen Zlambach-Formation abgedeckt werden.

### Hallstätter Fazies
Im Hallstätter Faziesraum werden Dachsteinkalk und Ramsaudolomit durch den Hallstätter Kalk abgelöst. Die unterjurassische Rotkalk-Gruppe wird durch die Allgäu-Formation bzw. deren äquivalente Sedimente vertreten. Es können zwei Faziesräume auseinandergehalten werden – eine Beckenfazies und eine synsedimentäre, diapirische Rückenfazies. Die Beckenfazies ähnelt mehr oder weniger in ihrer Abfolge der Randfazies der Dachstein-Decke. Die Rückenfazies unterscheidet sich jedoch hiervon sehr stark. So führt sie Kalke der Schreieralm-Formation neben der Reifling-Formation. Diese gehen in 15 Meter mächtige, geschichtete Rotkalke und gleichstarke grauviolette Kalke über. Es folgen rote Knollenflaserkalke und 80 Meter an geschichtetem graugelben Kalk und massivem Buntkalk. Nach einem nur 5 Meter mächtigen Intervall an Reingrabener Schiefer und 15 Meter an plattigem, dunkelgrau bis roten Kalk erscheinen erneut 30 Meter an geschichtetem Rotkalk, roter Knollenflaserkalk, bunter Flaserkalk und roter Kieselschiefer, geschichteter Graukalk und 70 Meter massiver Hellkalk. Das Hangende des Noriums wird schließlich vom eigentlichen Hallstätter Kalk (35 Meter) gebildet, der kondensierte Niveaus aufweist. Kondensierte Niveaus finden sich auch im Schreieralm-Kalk und in den geschichteten Rotkalken. Das Rhätium schließt mit der Zlambach-Formation.

### Paläogeographischer Ablagerungsraum

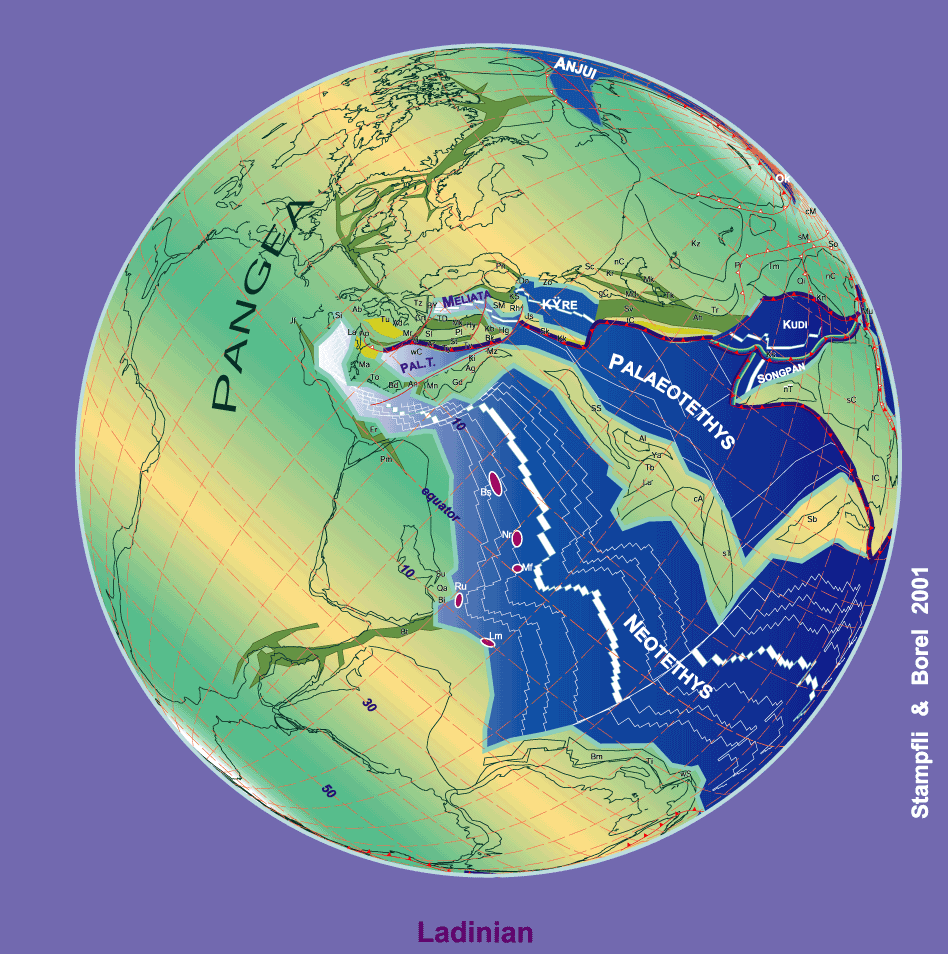
Paläogeographische Rekonstruktion für das Ladinium vor 230 Millionen Jahren

Es wird jetzt allgemein anerkannt, dass sich während der Permotrias das Ablagerungsgebiet der Nördlichen Kalkalpen auf dem passiven südöstlichen Kontinentalrand Eurasiens befand. Weiter gen Osten öffnete sich die riesige Einbuchtung der Tethys innerhalb des in der Variszischen Orogenese konsolidierten Pangäas. Die Tethys wird in diesem Abschnitt auch als Meliata-Vardar-Ozean bzw. Hallstatt-Meliata-Ozean bezeichnet, der sich während des Unterjuras durch Subduktionsbewegungen zu schließen begann. Der Verlauf der dadurch entstandenen Geosutur sowie die ursprünglichen Lagebeziehungen der resultierenden großtektonischen Deckeneinheiten zueinander sind aber nach wie vor stark umstritten.
Der in etwa 400 Kilometer breite Kontinentalschelf war subtropischen Ablagerungsbedingungen ausgesetzt, da er sich unterhalb von 30° nördlicher Breite befand. Sein Aufbau war relativ einfach – mit einer seichten Karbonatplattform im Innern (Nordwesten), einer Schelfkante, einem Schelfabhang und schließlich dem Tiefseebecken des Meliata-Ozeans im Südosten. Aus dem Bereich der Schelfplattform stammen die Sedimente des Bajuvarikums und des Tirolikums in Wettersteinkalk- und Hauptdolomitfazies. Entlang der Schelfkante wuchsen die Riffe der juvavischen Dachsteinfazies heran. Am Schelfabhang entstanden die beiden, ebenfalls juvavischen Hallstätter Fazies. Im Ozean selbst lag Meliatikum, das jetzt aber nur noch in Spuren in exotischen Klippen erhalten ist. Auch ein Nachweis für ozeanische Kruste mittels tholeiitischer Kissenlaven ist bisher noch nicht erbracht worden. Abweichungen von diesem einfachen Aufbau sind die Rückverlagerung der Schelfkante sowie diapirartige Aufbeulungen im Schelfabhang, verursacht durch Halokinese des Haselgebirges. Im obertriassischen Dachstein-Intervall war die Schelfkante östlich des Salzkammerguts zurückgewichen – was zur Verschmälerung der seichten Plattform und an seiner statt zur Bildung eines pelagischen Plateaus mit Beckenkalken, Mergeln und Tonen führte (Aflenzer und Mürztaler Fazies).
Ein einschneidendes Ereignis waren beginnende transtensive Dehnungen im Unterjura, die schließlich (ab dem Toarcium) zum Eindringen des Penninischen Ozeans im Westen des Austroalpins führten. Die Grabenbrüche waren an große Transformstörungen gebunden, die vom entstehenden Nordatlantik ausgingen und südlich und östlich von Iberia vordrangen. Die Folge war, dass der Ablagerungsraum jetzt auf beiden Seiten von Ozeanen umgeben war und sich somit in den Mikrokontinent Alcapia verwandelt hatte.

## Zeitlicher Rahmen
Die Gesteine des Juvavikums wurden während des Oxfordiums vor zirka 160 Millionen Jahren erstmals aus ihrem sedimentären Verband tektonisch herausgetrennt, gestapelt und in die Radiolaritbecken (mit Ruhpolding-Gruppe und Strubberg-Formation) der tief abgesunkenen Triasplattformen des künftigen Tirolikums als Decken transportiert. Die neu entstandenen Lagebeziehungen wurden sodann durch die nachfolgenden Beckenkarbonate der Oberalm-Formation, aber vor allem durch die Plattformkarbonate des Plassenkalks überdeckt und versiegelt. Während der Unterkreide erfolgte eine erneute Mobilisation mancher dieser Decken oder Schollen samt ihrer oberjurassisch-frühkretazischen Bedeckung. Diese bereits einsedimentierten Einheiten nahmen dann im Verlauf des Barremiums vor 130 bis 125 Millionen Jahren auf der Rossfeld-Formation Platz.

## Tektonik
Die juvavischen Decken bilden das tektonisch Hangende des kalkalpinen Deckenstapels. Sie überlagern im Norden den Südrand des tirolischen Mesozoikums und im Süden die Grauwackenzone inklusive der transgressiven, permoskythischen Werfener Schuppenzone (und Admonter Schuppenzone).
Im Gegensatz zu den unterlagernden beiden Deckeneinheiten Tirolikum und Bajuvarikum weist das Juvavikum nur wenig interne Verfaltung auf. So zeigt das nördliche Bajuvarikum einen teils sehr engständigen Faltenbau mit Zügen von Syn- und Antiklinen. Es setzt sich relativ flach Süd-fallend unterhalb des überschobenen Tirolikums fort. Die tirolischen Decken verhalten sich aufgrund ihrer weit verbreiteten dolomitischen Lithologien bereits wesentlich starrer, sie sind daher weniger verfaltet, dafür aber intern verschuppt und gestört. Es wird angenommen, dass die Grauwackenzone das paläozoische Substratum der tirolischen Decken darstellt und während der Deckenbewegungen mehrere Kilometer im Süden zurückblieb. 

## Metamorphose
Lange Zeit wurde die Vermutung gehegt, dass die Nördlichen Kalkalpen – mit Ausnahme einiger nur leicht metamorphosierter basaler Schichtglieder, wie insbesondere des siliziklastischen Permoskyths – keinerlei Metamorphose erlitten hatten.  Untersuchungen mit Hilfe der Conodonten-Farbänderung haben jedoch gezeigt, dass Teile der juvavischen Decken einer beträchtlichen Aufheizung unterlagen. Dieses thermische Ereignis ist noch vor den ersten Deckenbewegungen im Oberjura anzusetzen.